# Polypedilum paucisetum
Polypedilum paucisetum är en tvåvingeart som beskrevs av Zhang, Wang och Ole Anton Saether 2006. Polypedilum paucisetum ingår i släktet Polypedilum och familjen fjädermyggor. Inga underarter finns listade i Catalogue of Life.